# Jean-Marie Poirier (homme politique)
Pour les articles homonymes, voir Poirier (homonymie) et Jean-Marie Poirier.
Jean-Marie Poirier, né le 1er décembre 1929 à Chartres (Eure-et-Loir) et mort le 30 janvier 2007 à Paris, est un enseignant, journaliste et homme politique français.

## Biographie
Élève de l'Institut d'études politiques de Paris, de l'université Yale et de l'École normale supérieure, il est élu maire de Sucy-en-Brie en 1964 et président de la communauté d'agglomération du Haut Val-de-Marne en 2001.
Élu plus jeune député de France en 1962, il est réélu en 1967 et 1968. Devenu conseiller général du Val-de-Marne dès sa création (1968), il le reste jusqu'en 1995.
Qualifié de « gaulliste libéral », il apporte son soutien à Valéry Giscard d'Estaing plutôt qu'à Jacques Chaban-Delmas lors de l'élection présidentielle de 1974. Chargé de mission au cabinet du Premier ministre Jacques Chirac en 1975, membre du Conseil d'État à partir de 1976, Jean-Marie Poirier occupe les fonctions de porte-parole de la présidence de la République du 30 janvier 1980 au 21 mai 1981.
Il est ensuite conseiller technique auprès du président du Sénat, de 1986 à 1988. En 1995, il est élu sénateur du Val-de-Marne, sous l'étiquette UDF. Membre de la Haute Cour de Justice, il n'est pas réélu, en septembre 2004.
Pour des raisons de santé, il décide de démissionner de ses fonctions de maire de Sucy-en-Brie, en janvier 2007. Quelques heures après que le préfet a accepté sa démission, Jean-Marie Poirier décède des suites de sa maladie, le 30 janvier 2007.

## Synthèse des fonctions politiques

### Mandats parlementaires
- Du 25 novembre 1962 au 1er janvier 1968 : député de la 16e circonscription de Seine-et-Oise
- Du 1er janvier 1968 au 1er avril 1973 : député de la 8e circonscription du Val-de-Marne
- Du 24 septembre 1995 au 30 septembre 2004 : sénateur du Val-de-Marne
- Du 11 juillet 2002 au 30 septembre 2004 : vice-président de la commission des affaires étrangères, de la défense et des forces armées

### Mandats locaux
- Du 14 février 1964 au 30 janvier 2007 : maire de Sucy-en-Brie
- 1968 - 1995 : conseiller général du Val-de-Marne (canton de Boissy-Saint-Léger puis canton de Sucy-en-Brie)
- Vice-président du conseil général du Val-de-Marne
- Président du conseil d'administration de la Région parisienne
- Président de la Communauté d'agglomération du Haut Val-de-Marne

### Autres fonctions
- 1969 - 1977 : rapporteur général de la planification et du développement régional
- 1980 - 1981 : porte-parole de la présidence de la République
- Membre titulaire de la Haute Cour de Justice
- Membre suppléant de la Cour de justice de la République

## Distinctions
- Officier de la Légion d'honneur
- Officier de l'Ordre national du Mérite